# Mariposas verdes
Mariposas verdes je kolumbijský hraný film z roku 2017, který režíroval Gustavo Nieto Roa podle stejnojmenného románu, který napsal Enrique Patiño. Film se zabývá problematikou šikany na střední škole.

## Děj
17letý Mateo studuje v posledním ročníku střední školy. Přestože je vynikající student, je v neustálém rozporu s ředitelkou Bárbarou, která se snaží přehlížet problémy se šikanou, ke které dochází na škole, a které částečně vyvolává její synovec Lucas. Mateův nejlepší kamarád Daniel jej vytrvale brání před neustálými útoky Lucase. Na školním výletě Mateo ztratí panictví se svou dívkou Lorenou. Když se mu však Daniel svěří, že je do něj zamilovaný, zjistí, že jeho city jsou obdobné. Svůj vztah udržují v tajnosti.
Mateo se zajímá o lidská práva a snaží se o změnu poměrů na škole. Kvůli jeho aktivitám mu podmínečně hrozí vyloučení. Když dojde ke zveřejnění jejich vztahu, ředitelka školy oba vyloučí. Danielovi rodiče podají na Matea trestní oznámení pro sexuální napadaní. Mateo se rozhodne k činu, kterým by všechny vybudil.

## Obsazení
| Deivi Duarte         | Mateo        |
| Kevin Bury           | Daniel       |
| Cecilia Suárez       | Bárbara      |
| Andrés Cardona       | Lucas        |
| Juliana Rendón       | Lorena       |
| Victoria Ortiz       | Ángela María |
| María Helena Döering | Ana          |
| Julio Bracho         | Rodrigo      |
| Consuelo Luzardo     | Elena        |
| Juan Pablo Gamboa    | Fernando     |
| Linda Lucía Callejas | Gladys       |
| Karen Novoa          | Pamela       |
| Edward González      | Gabriel      |